# MU-avtalet
MU-avtalet är ramavtalet för konstnärers ersättning för medverkan vid utställningar.
Avtalet tecknades mellan staten och Konstnärernas riksorganisation (KRO), Sveriges konsthantverkare och industriformgivare (SKI), Svenska fotografers förbund och Svenska Tecknare. Det godkändes och trädde i kraft 2009.
MU-avtalet har kallats det närmaste konstnärerna kommit ett kollektivavtal.